# 이명건 (축구 선수)
이명건(1994년 7월 27일 ~ )은 대한민국의 축구 선수이다. 포지션은 미드필더이다.

## 클럽 경력
이명건은 2017시즌을 앞두고 포항 스틸러스에 입단하면서 커리어를 시작했다. 2017년 4월 19일에 치러진 부산 아이파크와의 FA컵 경기에서 프로 데뷔전을 치렀다.
2018시즌 여름 이적시장에서 내셔널리그의 부산교통공사 축구단으로 임대 이적했다. 부산에서 반 시즌동안 9경기를 출전했으며 시즌 종료 이후 포항으로 복귀했다. 이후 포항에서 퇴단했다.
1년간을 무적 상태로 지낸 후 2020시즌을 앞두고 K리그2의 충남 아산 축구단에 입단했다.
2021시즌을 앞두고 김해시청 축구단에 입단했다.